# Aníbal Di Salvo
Aníbal Di Salvo (Bella Vista, provincia de Buenos Aires, Argentina, 5 de octubre de 1924 - Buenos Aires, Argentina, 26 de junio de 2010) fue un director de cine, guionista y director de fotografía argentino que desarrolló una valorable trayectoria a lo largo de siete décadas.

## Biografía
Con menos de veinte años y radicado cerca de los Estudios San Miguel, se inició como extra a principios de la década de 1940 con películas como Petróleo, con Iris Marga, y Novios para las muchachas, de Antonio Momplet. Posteriormente debutó como ayudante de cámara en Melodías de América (1942) bajo las órdenes de Eduardo Morera. Se desempeñó como camarógrafo hasta 1960, participando en 160 largometrajes de ficción y veinte documentales.
De la decena de filmes en que incursionó en los años 1950, se destaca el drama Ensayo final (1955) y en 1960 intervino como operador en Creo en ti, con la protagonización estelar de Libertad Lamarque. Su época de esplendor abarcó las décadas de 1960, 1970 y 1980. Además, trabajó con los extranjeros Dino Risi, Arne Mattsson y Luis García Berlanga.
Fue iluminador en casi toda la filmografía de Leopoldo Torre Nilsson, además de colaborar con Lucas Demare, René Mugica, Hugo del Carril y Mario Soffici, entre otras figuras de la historia del cine argentino. Trayectoria (1960), su primer cortometraje como director, fue premiado por el Fondo Nacional de las Artes, y en 1981 dirigió en video "Matías y los otros", que en 1983, con el título de El caso Matías, fue trasladado a 35 milímetros y demostró la sensibilidad y el maduro oficio de Di Salvo.
Su labor como fotógrafo se destacó en títulos como El dependiente, Martín Fierro (premio de Cronistas a la mejor fotografía en color), El Santo de la Espada, Güemes, la tierra en armas, La maffia (premio de cronistas a la mejor fotografía en color), Los siete locos, Boquitas pintadas, Los chantas y Bairoletto, entre muchas otras.
Como realizador se le deben sumar títulos tales como Atrapadas, Seguridad personal y Las lobas, pero fue en 1997, cuando rodó El Che y, tras cinco años de inactividad, Chúmbale versión de la obra de Oscar Viale, que protagonizó Enrique Pinti, que llamó la atención como director. Siempre vigente, en 2009 estrenó Me robaron el papel picado, mientras que en 2001 había recibido el Premio Cóndor de Plata a la trayectoria de la Asociación de Cronistas Cinematográficos de la Argentina y en 2004 el de SICA.  
Falleció a los 85 años en la ciudad de Buenos Aires el 26 de junio de 2010, según informó el Museo del Cine Pablo Ducrós Hicken. Sus restos fueron inhumados en la capilla ardiente del Cementerio de La Chacarita.

## Filmografía
Director de fotografía:
- Manekenk (2005)
- Casanegra (2000)
- DNI (La otra historia) (1989)
- El dueño del sol (1987)
- Bairoletto, la aventura de un rebelde (1985)
- El juguete rabioso
- Se acabó el curro (1983)
- Seis pasajes al infierno (1981)
- El hombre olvidado (1981)
- La canción de Buenos Aires (1980)
- La noche viene movida (1980)
- Las muñecas que hacen pum (1979)
- La aventura de los paraguas asesinos (1979)
- La nueva cigarra (1977)
- La guerra de los sostenes (1976)
- Piedra libre (1976)
- Allá donde muere el viento (1976)
- La casa de las sombras (1976)
- Los chiflados dan el golpe (1975)
- La guerra del cerdo (1975)
- El Pibe Cabeza (1975)
- Los chantas (1975)
- Los días que me diste (1975)
- En el gran circo (1974)
- Natasha (1974)
- Boquitas pintadas (1974)
- José María y María José: Una pareja de hoy (1973)
- Los siete locos (1973)
- Este loco, loco, Buenos Aires (1973)
- Autocine mon amour (1972)
- Olga, la hija de aquella princesa rusa (1972)
- La maffia (1972)
- Pájaro loco (1971)
- Güemes, la tierra en armas (1971)
- El ayudante (1971)
- Los buenos sentimientos (1971)
- Estirpe de raza o El santo de la espada (1970)
- El salame (1969)
- Fuiste mía un verano (1969)
- Amor libre (1969)
- El dependiente (1969)
- Martín Fierro (1968)
- Mi mujer, la sueca y yo (1967)
- Épocas y estilos (cortometraje) (1965)

Operador de cámara
- Orden de matar (1965)
- El octavo infierno (1964)
- Testigo para un crimen (1963)
- Rata de puerto (1963)
- Detrás de la mentira (1962)
- Homenaje a la hora de la siesta (1961)
- Piel de verano (1961)
- Creo en ti (1960)
- Yo quiero vivir contigo o La gran aventura (1960)
- Las tierras blancas (1959)
- Angustia de un secreto (1959)
- Alto Paraná (1958)
- Sección desaparecidos (1956)
- La delatora (1955)
- Ensayo final (1955)
- Pobre pero honrado (1955)
- En carne viva (1955)
- El hijo de la calle (1949)
- La secta del trébol (1947)

Ayudante de cámara:
- Melodías de América (1942)

Director:
- ¡Me robaron el papel picado! (2009)
- Chúmbale (2002)
- El Che (1997)
- Enfermero de día, camarero de noche (1990)
- Las lobas (1986)
- Seguridad personal (1986)
- El caso Matías (1985)
- Atrapadas (1984)

Guionista:
- ¡Me robaron el papel picado! (2009)
- Chúmbale (2002)
- Las lobas (1986)
- Seguridad personal (1986)
- El caso Matías (1985)
- Atrapadas (1984)

Efectos especiales
- La aventura de los paraguas asesinos (1979)

Productor
- Lo prohibido está de moda (1968)

Actor:
- Los próximos pasados (2006) .... Él Mismo - Entrevistado
- Dirigido por... (2005) .... Entrevistado
- Novios para las muchachas (1941) …. Extra
- Petróleo (1936) .... Extra

## Premios
- 1968 - Premio a la Mejor fotografía en color por parte de la Asociación de Cronistas Cinematográficos de la Argentina
- 1972 - Premio a la Mejor fotografía en color por parte de la Asociación de Cronistas Cinematográficos de la Argentina
- 1982 - Premio Konex - Diploma al Mérito: Dirección de fotografía
- 2001 - Premio Cóndor de Plata a la trayectoria por parte de la Asociación de Cronistas Cinematográficos de la Argentina
- 2004 - Premio a la Trayectoria del Sindicato de la Industria Cinematográfica Argentina SICA